# Mireia Mollà
Mireia Mollà i Herrera, née le 14 juillet 1982 à Elche, est une femme politique espagnole.
Elle est membre d'Esquerra Unida del País Valencià puis de l'Initiative du peuple valencien-Compromís et députée au Parlement valencien.

## Biographie

### Études et carrière professionnelle
Elle étudie les statistiques et le travail au département de comptabilité l'université Miguel-Hernández d'Elche.

### Carrière politique
Elle est d'abord membre du Conseil de la jeunesse d'Elche, puis milite dans des mouvements écologistes et estudiantins. Elle fait partie des Jeunes d'Esquerra Izquierda (EU) et du conseil national d'Esquerra Unida del País Valencià (EUPV) de 2003 à 2007.
Elle est élue députée lors de l'élection régionale de 2007. 
En juillet 2014, le quotidien El Mundo la classe parmi les « politiques les plus attirants [du] pays ».